# عین حداد
عین حداد، روستایی از توابع بخش مرکزی شهرستان رامهرمز در استان خوزستان ایران است.ساکنین این روستا از طایفه شاچری میباشند 
که از طایفه های اصیل عرب در یمن و حجاز بودند و از اشخاص معروف این قبیله عابس ابن شبیب شاکری میباشد که از شجاعان و دلاوران عرب در زمان حسین بن علی میباشد که در  کربلا به کشته شد.
از بزرگان این طایفه میتوان به بیت شایع بن خلیفه اشاره کرد که زعامت قبیله شواچر را برعهده داشت و در حال حاضر زعیم این قبیله نعیم ابن کاظم بن شایع میباشد ک ولی امر تمامی شواچر در منطقه خوزستان میباشد.

## جمعیت
این روستا در دهستان حومه غربی قرار دارد و براساس سرشماری مرکز آمار ایران در سال ۱۳۸۵، جمعیت آن ۱۸۷ نفر (۲۸خانوار) بوده‌است.